# Signo de Homans
El signo de Homans es un signo semiológico utilizado en el diagnóstico de la trombosis venosa profunda de los miembros inferiores.
Fue descrito en 1954 por el Dr John Homans (1877-1954) y consiste en la aparición de dolor en la pantorrilla cuando se hace dorsiflexión del pie en pacientes con trombosis venosa profunda.
El signo se busca con el paciente acostado en posición decúbito supino (boca arriba),  rodillas extendidas y tobillos en posición neutra; el examinador coloca una mano sobre el tercio distal del muslo, sujetándolo, y la mano opuesta en el calcáneo, controlando la dorsiflexión de la articulación tibioperoneoastragalina (tobillo) con el antebrazo.  Se considera que el signo es positivo cuando hay dolor en la pantorrilla o en la región poplítea a la dorsiflexion del tobillo.  Algunas variaciones de este signo se realizan con la pierna en flexión.
La presencia de este signo sugiere el diagnóstico de trombosis venosa profunda. Su sensibilidad es baja, oscilando entre un 8 y un 54%. Su especificidad también es baja (39-89%).
Se dice que el Dr. Homans no consideraba este signo como una prueba de gran valor diagnóstico.
El signo ha ido perdiendo utilidad clínica con los años gracias a la aparición de nuevas ayudas diagnósticas como la ultrasonografía (ecografía doppler) de los miembros inferiores.

## Citas
1. ↑  ^ Homans J. "Thrombosis of the deep leg veins due to prolonged sitting". N. Engl. J. Med. 250 (4): 148–9. January 1954 doi:10.1056/NEJM195401282500404. PMID 13119864.
2. ↑  Bertola, Diego. «John Homans: el hombre detrás del signo». Archivado desde el original el 14 de enero de 2014. Consultado el 13 de enero de 2014.